# Tolkalist
Tolkalist je glasbenik-instrumentalist, izvajalec na glasbene instrumente iz skupine tolkal. 